# Yumates nesophila
Yumates nesophila är en spindelart som beskrevs av Chamberlin 1924. Yumates nesophila ingår i släktet Yumates och familjen dansspindlar. Inga underarter finns listade i Catalogue of Life.